# Gabaza tibialis
Gabaza tibialis är en tvåvingeart som först beskrevs av Kertesz 1909.  Gabaza tibialis ingår i släktet Gabaza och familjen vapenflugor.
Artens utbredningsområde är Taiwan. Inga underarter finns listade i Catalogue of Life.